# Детская музыкальная школа № 10 имени С. С. Прокофьева
Детская музыкальная школа № 10 имени С. С. Прокофьева — муниципальная музыкальная школа в Ростове-на-Дону.

## История
Детская музыкальная школа № 10 имени С. С. Прокофьева была организована в Ростове-на-Дону в 1987 году. В 2003 году постановлением мэра города школе было присвоено имя выдающегося русского композитора-новатора Сергея Прокофьева.
За годы своего существования в школе было воспитано более полутора тысяч юных музыкантов, многие из которых стали профессиональными исполнителями.
в 2010 году джазовые ансамбли школы «Эстафета» и «Джа-Да» приняли участие в венгерском международном детском фестивале «Веспремские игры» и стали победителями в номинации «Инструментальный вокал».
В 2011 году ансамбль мальчиков «Ростовские орлята» школы № 10 стал лауреатом Международного фестиваля «Звёздная юность планеты» в номинации «Академическое пение». В этом же году «Ростовские орлята» заняли третье место на фестивале «Звёздный дождь».

## Известные сотрудники и ученики
- Каморник Ольга Сергеевна (1984) — выпускница школы, российская гитаристка[2].
- Клиничев, Леонид Павлович (1938) — председатель жюри конкурса «Музыкальные витражи», российский композитор, педагог[5].
- Лихачёва, Анна Юрьевна (1993) — выпускница школы, российская гитаристка[6][7].
- Хевелев, Алексей Александрович (1979) — преподаватель школы, российский композитор, пианист, педагог[5][8].

## Руководители школы
- с 2014 по наст. время — Теличенко, Юрий Александрович
- с 1987 по 2014 — Свищева, Людмила Александровна

## Конкурс юных композиторов «Музыкальные витражи»
С 2003 года в ростовской Детской музыкальной школе № 10 им. С. С. Прокофьева проводится конкурс юных композиторов «Музыкальные витражи». Жюри конкурса возглавляет известный композитор Леонид Клиничев. В 2015 году шестой по счёту конкурс был посвящён 70-летию Победы в Великой Отечественной войне. В конкурсе 2015 года приняли участие 25 юных композиторов от 7 до 18 лет из шести городов Ростовской области. Торжественное закрытие конкурса состоялось в Малом зале Ростовской государственной консерватории.